# نیوبیم

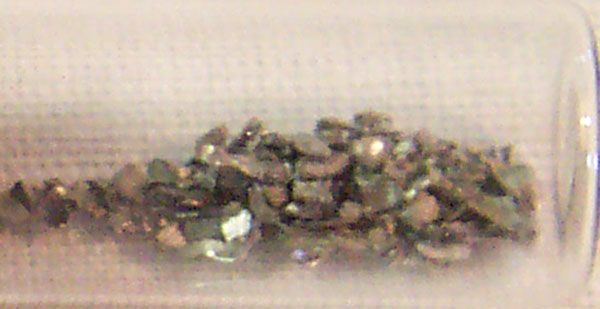
نیوبیوم

نیوبیوم (به انگلیسی: Niobium)، که با عنوان کلمبیوم (به انگلیسی: columbium) نیز شناخته می‌شود، یک عنصر شیمیایی با نماد Nb (Cb سابق) و شماره اتمی ۴۱ است. نیوبیوم یک فلز واسطه خاکستری روشن، بلوری و شکل‌پذیر است. نیوبیوم خالص دارای درجه سختی Mohs مشابه تیتانیوم خالص است، و قابلیت شکل‌پذیری آن مشابه آهن است. نیوبیوم در جو زمین بسیار آهسته اکسید می‌شود، از این رو کاربرد آن در جواهرات به عنوان یک جایگزین ضد آلرژی برای نیکل در نظر گرفته می‌شود.
از نیوبیوم در ساخت مواد ابررسانای مختلفی استفاده می‌شود. این آلیاژهای ابررسانا، که حاوی تیتانیوم و قلع نیز هستند، به‌طور گسترده‌ای در آهنرباهای ابررسانای اسکنرهای MRI استفاده می‌شود. از دیگر کاربردهای نیوبیوم می‌توان به جوشکاری، صنایع هسته‌ای، الکترونیک، اپتیک، سکه‌شناسی و جواهرات اشاره کرد. در دو کاربرد اخیر، سمیت کم و رنگین کمانی ناشی از آندایزاسیون از ویژگی‌های بسیار مطلوب است. نیوبیوم به عنوان یک عنصر بحرانی در فناوری، در نظر گرفته می‌شود.

## تاریخچه
نوبیوم (که در افسانه‌های یونان از کلمه نیوبه که دختر تانتالاس بوده‌است گرفته شده‌است) در سال ۱۸۰۱ توسط چارلز هاچت کشف شد. هاچت نیوبیوم را در معدن کلومبیت که در دهه ۱۷۵۰ توسط "John Winthrop" که یکی از فرماندهان کنتیکت بود، به انگلستان فرستاده شد، کشف کرد. در آن زمان سردرگمی زیادی در خصوص تغییرات بسیار شبیه به هم در خصوص نیوبیوم و تانتالیوم وجود داشت که تا سال ۱۸۴۶ که چارلز ماریگناک و هاینریش روسه این عنصر را مجدداً کشف کردند، حل نشده باقی ماند. در سال ۱۸۶۴ شخصی به نام "Christian Blomstrand" اولین کسی بود که فلز آن را آماده ساخت. وی این عمل را با کاهش کلرید نوبیوم توسط حرارت دادن آن در اتمسفر هیدروژنی انجام داد.
کلومبیوم نامی بود که هاچت به این عنصر داده بود، اما انجمن International Union of Pure and Applied Chemistry به‌طور رسمی نام نوبیوم را در سال ۱۹۵۰ بعد از حدوداً صد سال مباحثه برای این عنصر برگزید. بسیاری از انجمنهای شیمی و سازمان‌های دولتی نام رسمی انجمن IUPAC را برای این عنصر بکار بردند، در حالی که بسیاری از فلز شناسان و بیشتر تولیدکنندگان اقتصادی آمریکایی هنوز این فلز را با نام اصلی کلمبیوم می‌نامند.

## خصوصیات قابل توجه
نیوبیوم یک فلز خاکستری و هادی جریان الکتریسیته است که هنگامی که برای مدت زمانی در دمای اتاق در معرض هوا قرار بگیرد، به رنگ آبی کمرنگ در می‌آید. خصوصیات شیمیایی نیوبیوم کم و بیش همانند خصوصیات شیمیایی تانتالیوم می‌باشد که در جدول تناوبی در زیر نیوبیوم قرار دارد.
حتی در دمای معمولی نیز نیوبیوم باید در یک فضای محافظت شده قرار گیرد. این فلز در هوا در ۲۰۰ درجه سانتی گراد اکسید شده و حالتهای اکسیداسیون آن عبارتند +۲ و+۳ و+۵.

## خواص
نیوبیوم عنصری است فلزی. با عدداتمی ۴۱ ٬در گروه VB و دوره پنجم جدول تناوبی جای دارد. جرم اتمی ۹۲٫۹۰۶۴، ظرفیتها ۲٬۳٬۴٬۵. ایزتوپ پایدار ندارد.

## مشخصات
فلز شکل‌پذیر چکش خوار سفید مایل به خاکستری، در دمای اتاق از جلا نمی‌افتد یا اکسیده نمی‌شود، جرم حجمی ۸٫۵۷، نقطه ذوب ۲۴۶۸. فقط هنگامی که گرم شود با هالوژنها و اکسیژن واکنش پذیر می‌شود تا ۱۰۰ درجه اسید نیتریک بر آن اثر ندارد.

## محل کشف
دو کانی اصلی آن یکی کلمبیت و دیگری پیروکلرو است. تولیدکنندگان اصلی کنسانتره کانی نیوبیوم کشورهای برزیل و کانادا بوده و ذخایر گسترده‌ای از کانسارهای این فلز در نیجریه، جمهوری دموکراتیک کنگو و روسیه یافت می‌شود.

## ایزوتوپ‌ها
نیوبیوم طبیعی تنها یک ایزوتوپ ترکیبی پایدار دارد (93-Nb). پایدارترین ایزوتوپ رادیو اکتیوی آن 92-Nb می‌باشد که عمر تجزیه آن ۳۴٫۷ میلیون سال است. 94-Nb نیم عمر ۲۰۳۰۰ سال و 91-Nb نیمه عمر ۶۸۰ سال. همچنین یک ایزوتوپ حالت متا در ۰٫۰۳۱ ولت الکترون وجود دارد که عمر تجزیه آن ۱۶٫۳ سال می‌باشد. ۲۳ ایزوتوپ رادیواکتیوی دیگر نیز شناسایی شده‌اند که عمر تجزیه‌پذیری اکثر آن‌ها کمتر از ۲ ساعت می‌باشد.
حالت تجزیه اولیه قبل از ایزوتوپ پایدار 93-Nb تسخیر الکترونی است و حالت اولیه بعد از حذف بتا با حذف نیوترون در حالت اولیه از دو حالت زوال و تجزیه 104-Nb و ۱۰۹ و ۱۱۰ اتفاق می‌افتد.

## کاربرد

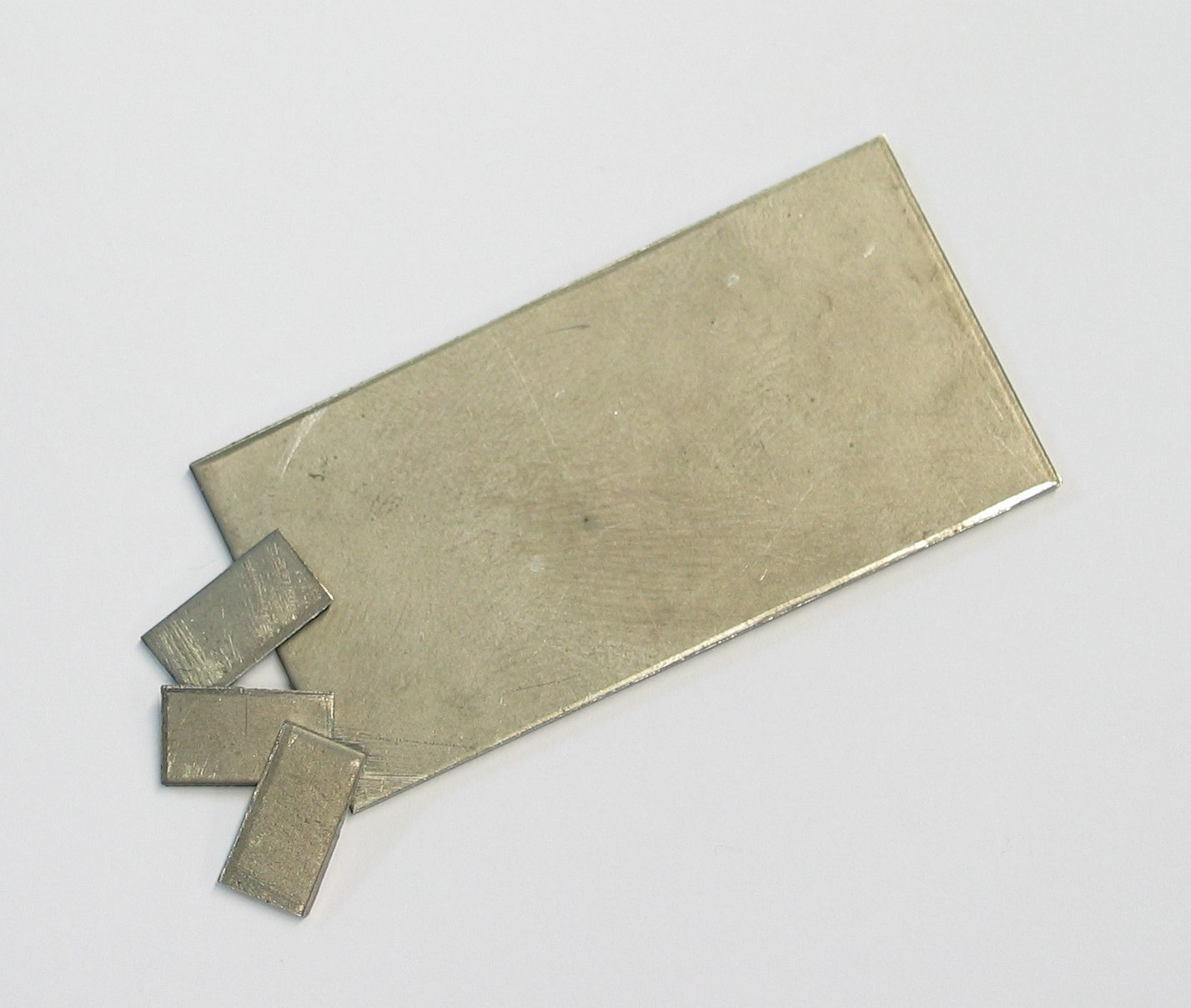
شمش نیوبیوم

از این فلز در ساخت آلیاژهای مغناطیسی و ابررسانا ٬موشک‌ها٬سرمت، راکت‌ها، وسایل سرمازایی استفاده می‌شود.
یکی از مواد مورد استفاده نیوبیوم، در فلزات ضدزنگ بوده و به عنوان آلیاژ فلزات غیر آهنی بکار می‌رود. این آلیاژها بسیار قوی بوده، معمولاً برای ساخت خطوط لوله به کار می‌روند.
این فلز مقطع عرضی کمی در برابر نوترون‌های گرمایی داشته، بنابریان در صنایع هسته‌ای کاربرد دارد. این فلز همچنین برای جوشکاری طاقها و میله‌های ضدزنگ نیز کاربرد دارد.
به دلیل رنگ آبی آن به عنوان آلیاژ در صنعت طلا و جواهر کاربرد دارد.
مقدار قابل توجهی از این فلز به صورت خالص در نیکل و کبالت و آهن برای ساخت آلیاژهای سنگین که در در اجزای موتورهای جت، موشک‌ها و دیگر تجهیزاتی که مقاومت بالا در مقابل گرما باید داشته باشند، بکار می‌رود؛ مثلاً سیستم‌های پیشرفته ساختار فضایی نظیر آنچه که در برنامه نجومی Gemini بکار می‌رود، از این فلز استفاده می‌کنند.
همچنین نیوبیوم به عنوان یک جایگزین برای باتری‌ها و خازن‌ها بکار می‌رود.
نیوبیوم در دماهای پایین و برودتی به عنوان یک ابر رسانا عمل می‌کند. در فشار جو بالاترین دمای بحرانی را در عناصر ابر هادی دارد.
همچنین یکی از سه عنصر ابر هادی از نوع دوم می‌باشد. (دو عنصر دیگر عبارتند از وانادیوم و تکنتیوم) این بدان معناست که این عنصر در زمانی که در معرض مغناطیس قوی قرار بگیرد، همچنان ابرهادی باقی می‌ماند.
آلیاژهای نیوبیم- تیتانیم و نیوبیم-قلع برای کابل‌های مغناطیسی ابرهادی که حالت مغناطیسی بالایی را تولید می‌کنند، کاربرد دارند.

## هشدارها
نیوبیوم شامل ترکیباتی است که اکثر مردم با آن‌ها تماسی ندارند، ولی آن‌ها بسیار سمی بوده و باید با احتیاط از آن‌ها استفاده شود. غبار فلز نیوبیوم برای پوست و چشم خطرناک بوده و قابل اشتعال است. نیوبیوم هیچ نقش بیولوژیکی ندارد.